# Бахарев, Юрий Николаевич
Юрий Николаевич Бахарев (21 июня 1924, Мишнево, Московская губерния — 16 февраля 1994, Рогачёво, Московская область) — разведчик 1136-го стрелкового полка 338-й стрелковой дивизии 5-й армии Западного фронта, лейтенант.

## Биография
Родился 21 июня 1924 года в деревне Мишнево (ныне — в составе города Клин с административной территорией, Московская область). Был рабочим на заводе.
В годы Великой Отечественной войны сначала помогал эвакуировать предприятие и строить оборонительные сооружения. Начиная с 1942 года вошёл в состав Красной Армии. Принимал участие в боях на Западном фронте.
17 марта 1944 года у деревни Рублево захватил «языка» на территории противника. Указом Президиума Верховного Совета СССР от 19 марта 1944 года за образцовое выполнение заданий командования в боях с захватчиками рядовой Юрий Николаевич Бахарев награждён орденом Славы 3-й степени.
8 мая 1944 года в Витебской области первым ворвался в траншею противника и уничтожил около десяти противников. Указом Президиума Верховного Совета СССР от 31 мая 1944 года за образцовое выполнение заданий командования в боях с захватчиками рядовой Юрий Николаевич Бахарев награждён орденом Славы 2-й степени.
26 июня 1944 года уничтожил четырёх противников, двоих взял в плен. У Таураге в числе первых форсировал Неман и принимал участие в захвате плацдарма. Взял в плен четырёх солдат противника. Указом Президиума Верховного Совета СССР от 24 марта 1945 года за образцовое выполнение заданий командования в боях с захватчиками рядовой Юрий Николаевич Бахарев награждён орденом Славы 1-й степени.
Остался на службе. В 1945 окончил курсы младших лейтенантов. В сентябре 1946 года уволен в запас.
Жил в поселке Рогачёво Дмитровского района Московской области. Скончался 16 февраля 1994 года. Похоронен на кладбище села Рогачёво.